# Bryce Soderberg
Bryce Dane Soderberg (ur. 10 kwietnia 1980 w Victorii) – kanadyjski muzyk, znany przede wszystkim jako basista zespołu Lifehouse.
Skończył St. Michaels University School w Victorii w Kolumbii Brytyjskiej w Kanadzie. Stworzył amatorski zespół ze swoimi braćmi, w którym po raz pierwszy zaczął grać na basie. Gdy miał 19 lat przeniósł się do Los Angeles, by rozpocząć profesjonalną karierę jako muzyk. W wieku 21 lat dołączył do zespołu AM Radio, który współpracował z wytwórnią Elektra Records. Bryce wziął udział w kilku światowych trasach koncertowych, które w sumie trwały aż trzy lata. We wrześniu 2004 roku dołączył do zespołu Lifehouse po tym, jak zespół opuścił Sean Woolstenhulme..
Razem z zespołem wydał album "Lifehouse" w 2005 roku. Napisał piosenkę "You and Me", która okazała się wielkim hitem. Z zespołem wydał również jego ostatni album, "Who We Are", 19 czerwca 2007.
Bryce gra na gitarach firm Rickenbacker i Fender.